# Histoire du Bayern Munich
L'histoire du Bayern Munich commence en 1900. Le club accède à l'élite en 1965, deux ans après la création de la Bundesliga. À ce moment-là, le grand club munichois est le TSV Munich 1860 ce qui donne lieu à des derbys de haute qualité. Mais il se fait très vite remarquer et dépasse son rival, notamment en coupes d'Europe (victoire en Coupe des coupes en 1967) et en championnat (victoire en 1969).
L'histoire du club est intimement liée à celle des trois figures emblématiques du football allemand des années 1970 : Franz Beckenbauer, le libéro et capitaine de l'équipe d'Allemagne, Gerd Müller, l'habile chasseur de buts, et le gardien Sepp Maier. À eux trois, ils forment l'ossature, aussi bien en sélection qui ne cesse de remporter titre sur titre (Euro 72 et Coupe du monde 74), que du Bayern. Le triplé bavarois succède au palmarès de la Coupe des clubs champions européens à celui du grand Ajax Amsterdam vainqueur des trois éditions précédentes : en 1974 (face à l'Atlético de Madrid) et s'impose comme la référence en remportant de nouveau cette compétition en 1975 (face à Leeds United) et enfin en 1976 (face à l'AS Saint-Étienne). Cette année-là, le club remporte aussi sa première Coupe intercontinentale contre le club brésilien du Cruzeiro EC.
Cette période glorieuse lui permet d'être le plus célèbre des clubs allemands, statut confirmé dans les années 1980 et 1990, où le Bayern continue de glaner les titres nationaux en s'imposant dix fois en championnat entre 1980 et 1999 et jouant trois finales de Coupe des clubs champions en 1982, en 1987 et en 1999 sans jamais s'y imposer ; seule une Coupe UEFA en 1996 est à mettre à l'actif de son palmarès européen. Le Bayern construit sa légende toujours sur des grands joueurs comme Karl-Heinz Rummenigge, Lothar Matthäus ou Jürgen Klinsmann.
Les années 2000 assoient la suprématie du club qui remporte six championnats en neuf ans dont le dernier en 2008, et le doublé Ligue des champions-Coupe intercontinentale en 2001. Cette période est associée aux noms de Stefan Effenberg, Michael Ballack ou encore Oliver Kahn. Depuis les années 1990, grâce à une gestion excellente du club par ses dirigeants Karl-Heinz Rummenigge, Franz Beckenbauer et son président du conseil de surveillance Uli Hoeness, il est l'un des clubs les plus sains d'Europe. Il continue de fournir la majorité des joueurs à l'équipe d'Allemagne.
Lors de la saison 2007-2008, le Bayern devient le septième club européen a réalisé le triplé Championnat-Coupe d'Europe-Coupe nationale après le Celtic Glasgow (1967), l'Ajax Amsterdam (1972), le PSV Eindhoven (1988), Manchester United (1999), le FC Barcelone (2009) et l'Inter Milan (2010).
| Münchener SC (?-1906) | Münchener SC (?-1906) | Münchener SC (?-1906) | Münchener SC (?-1906) | Münchener SC (?-1906) | Münchener SC (?-1906) |  |  | MTV München (1900-1919)         | MTV München (1900-1919)         | MTV München (1900-1919)         | MTV München (1900-1919)         | MTV München (1900-1919)         | MTV München (1900-1919)         |  |  |                          |                          |                          |                          |                          |                          |  |  |                             |                             |                             |                             |                             |                             |  |  |  |  |  |  |  |  |
| Münchener SC (?-1906) | Münchener SC (?-1906) | Münchener SC (?-1906) | Münchener SC (?-1906) | Münchener SC (?-1906) | Münchener SC (?-1906) |  |  | MTV München (1900-1919)         | MTV München (1900-1919)         | MTV München (1900-1919)         | MTV München (1900-1919)         | MTV München (1900-1919)         | MTV München (1900-1919)         |  |  |                          |                          |                          |                          |                          |                          |  |  |                             |                             |                             |                             |                             |                             |  |  |  |  |  |  |  |  |
|                       |                       |                       |                       |                       |                       |  |  |                                 |                                 |                                 |                                 |                                 |                                 |  |  |                          |                          |                          |                          |                          |                          |  |  |                             |                             |                             |                             |                             |                             |  |  |  |  |  |  |  |  |
|                       |                       |                       |                       |                       |                       |  |  |                                 |                                 |                                 |                                 |                                 |                                 |  |  | TV Jahn München (?-1919) | TV Jahn München (?-1919) | TV Jahn München (?-1919) | TV Jahn München (?-1919) | TV Jahn München (?-1919) | TV Jahn München (?-1919) |  |  | TuSpV Jahn München (?-1919) | TuSpV Jahn München (?-1919) | TuSpV Jahn München (?-1919) | TuSpV Jahn München (?-1919) | TuSpV Jahn München (?-1919) | TuSpV Jahn München (?-1919) |  |  |  |  |  |  |  |  |
|                       |                       |                       |                       |                       |                       |  |  |                                 |                                 |                                 |                                 |                                 |                                 |  |  | TV Jahn München (?-1919) | TV Jahn München (?-1919) | TV Jahn München (?-1919) | TV Jahn München (?-1919) | TV Jahn München (?-1919) | TV Jahn München (?-1919) |  |  | TuSpV Jahn München (?-1919) | TuSpV Jahn München (?-1919) | TuSpV Jahn München (?-1919) | TuSpV Jahn München (?-1919) | TuSpV Jahn München (?-1919) | TuSpV Jahn München (?-1919) |  |  |  |  |  |  |  |  |
|                       |                       |                       |                       |                       |                       |  |  |                                 |                                 |                                 |                                 |                                 |                                 |  |  |                          |                          |                          |                          |                          |                          |  |  |                             |                             |                             |                             |                             |                             |  |  |  |  |  |  |  |  |
| Münchener SC (1919-?) | Münchener SC (1919-?) | Münchener SC (1919-?) | Münchener SC (1919-?) | Münchener SC (1919-?) | Münchener SC (1919-?) |  |  | TuSpV. Jahn München (1919-1923) | TuSpV. Jahn München (1919-1923) | TuSpV. Jahn München (1919-1923) | TuSpV. Jahn München (1919-1923) | TuSpV. Jahn München (1919-1923) | TuSpV. Jahn München (1919-1923) |  |  |                          |                          |                          |                          |                          |                          |  |  |                             |                             |                             |                             |                             |                             |  |  |  |  |  |  |  |  |
| Münchener SC (1919-?) | Münchener SC (1919-?) | Münchener SC (1919-?) | Münchener SC (1919-?) | Münchener SC (1919-?) | Münchener SC (1919-?) |  |  | TuSpV. Jahn München (1919-1923) | TuSpV. Jahn München (1919-1923) | TuSpV. Jahn München (1919-1923) | TuSpV. Jahn München (1919-1923) | TuSpV. Jahn München (1919-1923) | TuSpV. Jahn München (1919-1923) |  |  |                          |                          |                          |                          |                          |                          |  |  |                             |                             |                             |                             |                             |                             |  |  |  |  |  |  |  |  |
|                       |                       |                       |                       |                       |                       |  |  |                                 |                                 |                                 |                                 |                                 |                                 |  |  |                          |                          |                          |                          |                          |                          |  |  |                             |                             |                             |                             |                             |                             |  |  |  |  |  |  |  |  |
|                       |                       |                       |                       |                       |                       |  |  | FC Bayern München (depuis 1923) | FC Bayern München (depuis 1923) | FC Bayern München (depuis 1923) | FC Bayern München (depuis 1923) | FC Bayern München (depuis 1923) | FC Bayern München (depuis 1923) |  |  | TV Jahn München (1923-?) | TV Jahn München (1923-?) | TV Jahn München (1923-?) | TV Jahn München (1923-?) | TV Jahn München (1923-?) | TV Jahn München (1923-?) |  |  | TuSpV Jahn München (1923-?) | TuSpV Jahn München (1923-?) | TuSpV Jahn München (1923-?) | TuSpV Jahn München (1923-?) | TuSpV Jahn München (1923-?) | TuSpV Jahn München (1923-?) |  |  |  |  |  |  |  |  |

## Histoire du Bayern Munich

### Succès dès le début (1900-1932)

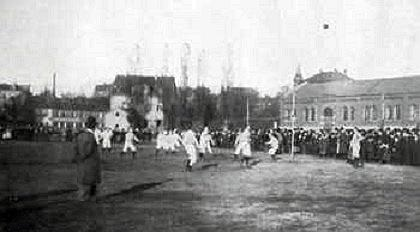
Premier match du Bayern en 1901 contre le FC Nuremberg.

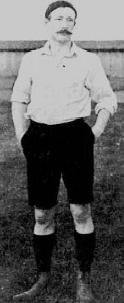
Willem Hesselink, premier entraîneur du club.

Le berlinois Franz John lance l'histoire du club. 17 noms figurent sur le protocole signé en février 1900 au restaurant "Gisela" dans le centre de Munich. Ils sont les premiers joueurs, beaucoup les suivent.
Malgré le nom de « Bayern » et les couleurs bleu et blanc (celles de la Bavière), la fondation du club n'est pas une affaire bavaroise. Ses fondateurs viennent de Saxe, du Nord de l’Allemagne et de la Prusse et il leur est reproché d’être étrangers. Parmi les fondateurs, on compte également un nombre très important de Juifs allemands, un phénomène qui n’est pas rare à l’époque. Ces sports anglais offrent aux Juifs une alternative aux disciplines « nationalistes », « patriotiques » et parfois antisémites comme la gymnastique. Le Bayern est implanté dans le quartier munichois de Schwabing, le fief des artistes et des intellectuels. Parmi ses membres, il compte surtout des étudiants, des artistes, des commerçants et des professions libérales.
Lors de sa création en 1900, le club est composé de onze étudiants, commerçants et cols blancs de Schwabing, quartier bohème de la ville.
À cette époque, le football en Allemagne n’est pas encore le sport no 1 des travailleurs, mais un sport des classes moyennes avec une tendance élitiste. Jusqu’à la Première Guerre mondiale, certains joueurs portent une cravate pendant le match et l’on soigne une certaine culture bohème. Le club n’accepte que des joueurs ayant un degré d’études élevé. Les joueurs du Bayern sont alors « bourgeois » et élitistes, mais en même temps cosmopolites et libéraux. Ils se distinguent du provincialisme contrairement à d’autres disciplines sportives et parmi leurs joueurs, il y a de jeunes Allemands venus de tous les coins du Reich. Le Bayern de Munich est la première adresse des étudiants non-bavarois pratiquant le football après leur arrivée dans la capitale bavaroise. Mais le recrutement du Bayern ne se limite pas aux joueurs allemands, le meilleur d’entre eux est le néerlandais Willem Hesselink, qui durant le milieu des années 1900, le rôle à la fois de joueur, d'entraîneur et de président.

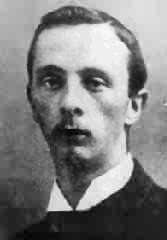
William Townley, entraîneur avant et après la Première Guerre mondiale.

Afin de résoudre des problèmes d'espace et de considérations économiques, le Bayern absorbe le Münchener SC en janvier 1906, mais le club conserve son indépendance. La seule condition est de porter le maillot du SMC avec un short rouge et maillot blanc. Dès 1907, les Rouges et Blancs s'installent dans la Leopoldstraße. Pour l'inauguration, un match contre l'équipe locale du FC Wacker a lieu pour une victoire 8-1 du Bayern. Invaincu, les Bavarois défendent cet honneur l'année suivante. Le 16 mai 1910, Max Gablonsky (en) devient le premier joueur du club à jouer pour l'équipe nationale lors d'une défaite 3-0 contre la Belgique.
Pendant les années 1910, une réforme structurelle a lieu, séparant pour la première fois joueurs et dirigeants. L’importance du nombre de personnes d’origine juive parmi les membres reste un facteur constant. Kurt Landauer, membre depuis 1901, d’abord comme joueur puis comme collaborateur au sein de l’administration du club et à partir de 1913 comme président en est l'exemple. L’introduction de la journée de huit heures permet aux allemands de se consacrer davantage au sport, et le football s’y prête parfaitement. Le Bayern profite bien évidemment de cette évolution, mais y contribue également sous la présidence de Landauer qui contracte pour l’équipe A du Bayern une assurance accidents. De surcroît, ce dernier mise sur la jeunesse et créé un système de formation très moderne pour l’époque qui permet au Bayern de devenir l’une des meilleures équipes du football allemand. La réputation croissante du club au-delà des frontières nationales résulte aussi des matchs internationaux fréquents que le président organise pour son club.
En 1920, le club compte 700 membres, un chiffre considérable, mais largement inférieur à ceux d'autres clubs de Bavière comme le 1. FC Nuremberg (2 200) ou la SgVgg Fürth (1 700). Tandis que le Bayern enregistre toujours des succès sportifs, le club subisse les conséquences de la grande inflation en Allemagne au début des années 1920. En décembre 1920, la direction augmente la cotisation des membres à 200 RM par mois et à 600 RM en mars 1923, mais la solidarité des membres et les liens étroits entre le club et des commerçants munichois permettent au Bayern de tenir bon.
Lors de la saison 1925-1926, le club participe pour la première fois au Championnat d'Allemagne et le remporte en 1932. Beaucoup de fans font le pèlerinage à vélo pour voir la finale au Franken-Stadion de Nuremberg. Le Bayern l'emporte 2-0 contre l'Eintracht Francfort sur des buts de Rohr et Krumm. Outre le président Kurt Landauer, il faut aussi citer l’entraîneur Richard Kohn et le responsable des équipes juniors, Otto Beer, tous juifs.

### Le «club des juifs» et reconstruction (1933-1965)
La « prise du pouvoir » par les nationaux-socialistes, le 30 janvier 1933, met fin à l’essor du Bayern et surtout à son caractère international. Les matchs contre des clubs étrangers deviennent de plus en plus rares. Le Bayern, considéré comme le « club des juifs », est « aryanisé » comme les magasins de Munich. Les membres juifs sont contraints de quitter le club, comme le président Kurt Landauer qui démissionne de son poste le 22 mars 1933 et perdit son travail quelques jours plus tard. Otto Beer, le responsable des équipes juniors, émigre en Suisse, suivi par Landauer le 15 mai 1939, après avoir connu pendant 4 semaines le camp de concentration de Dachau à la suite de la « nuit de Cristal ».

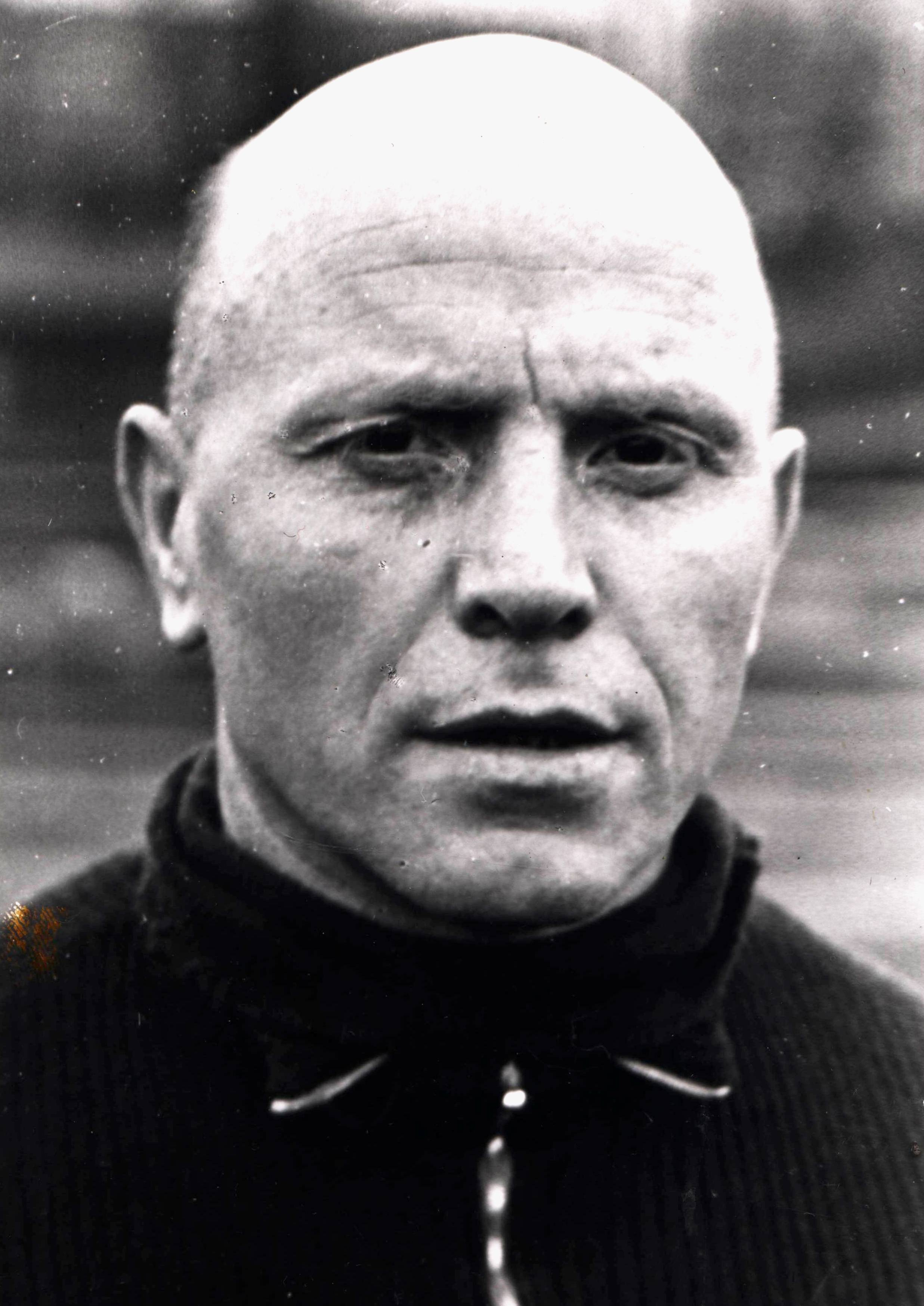
Georg Knöpfle, entraîneur en 1954.

Après que Wilhelm Simetsreiter (de), Ludwig Goldbrunner et Herbert Moll (de) aient renforcé l'équipe olympique en 1936 à Berlin, l'avènement du régime nazi met une fin brutale au développement du club. Au cours des douze années de nazisme, le Bayern est ostracisé.
En novembre 1943, le Bayern joue contre l’équipe nationale suisse à Zurich pour « afficher » la puissance allemande alors que l’armée subit défaite sur défaite sur le front russe. Parmi les spectateurs, Kurt Landauer assiste au match de son club sans pouvoir se rapprocher des joueurs, des agents de la Gestapo les accompagnant pour empêcher tout contact. Malgré la « mise au pas » du Bayern, ce dernier reste considéré comme un « club juif », une « tare » aux yeux du régime nazi. Sa nazification prend bien plus de temps que celle de son rival munichois, le TSV Munich 1860, qui bénéficie de la protection du nouveau régime. Pendant la Deuxième Guerre mondiale, la plupart des joueurs du Bayern sont envoyés au front, tandis que leurs collègues de l’autre club accomplissent une sorte de service de travail obligatoire qui leur permet de rester à Munich et de jouer pour leur club.
En juillet 1944, le Bayern perd son siège, détruit par une bombe. Néanmoins, l'équipe montre un bon esprit et le 23 avril 1945, quelques jours avant la fin de la guerre, elle bat le Munich 1860 3-2. 56 membres du club perdent la vie sur le champ de bataille, y compris les joueurs internationaux allemands Josef Berg Maier et Franz Krumm (en). Sept membres sont aussi tués, pour des raisons politique ou religieuse, par le régime nazi.
Kurt Landauer survie à la guerre en Suisse et revient à Munich le 26 juin 1947. Le 19 août, il retrouve son poste de président du Bayern. Le fait d’avoir à la tête du club une personnalité que les nazis poursuivent est certainement un atout au moment où le sport allemand en général doit prouver aux alliés qu’il renoue avec des structures démocratiques.

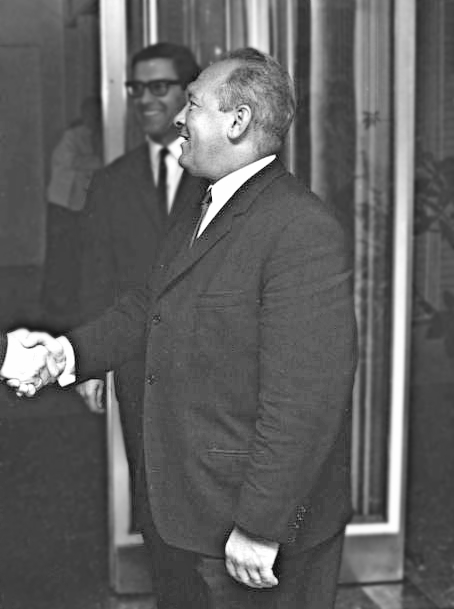
Zlatko Čajkovski, premier entraîneur du Bayern en Bundesliga.

Le capitaine de longue date, Konrad Heidkamp (de), devenu entraîneur du club durant la guerre voit les ravages causés par la guerre à la cohésion de ses joueurs. Il est présent six semaines après la fin du conflit, le 8 mai 1945, pour leur premier match et une défaite 4-3 contre les rivaux locaux du FC Wacker Munich.
En 1957, les Reds remportent leur premier trophée avec la Coupe d'Allemagne 1-0 contre le Fortuna Düsseldorf devant 42 000 spectateurs dans le Rosenaustadion à guichets fermés d'Augsbourg. Jobst marque le but de la victoire. Mais le club, conduit à partir de 1962 par le constructeur Wilhelm Neudecker, vit ensuite une série de défaites et doit accepter l'année suivante de ne pas être autorisé à jouer dans la nouvelle ligue formée par la Fédération. Le TSV Munich 1860 est choisi alors qu’à l’évaluation sur 12 saisons faite pour qualifier les clubs, il est classé derrière le Bayern mais sélectionné en tant que champion sortant.
Le président Neudecker considère alors cette décision comme un acte de disparités criantes mais cela est finalement une aubaine pour le club. La situation économique précaire continuant de toucher le football allemand jusqu'à l'effondrement financier. L'expulsion de la ligue est évitée de justesse et force le club à abandonner ses étoiles au salaire important pour compter sur ses propres et talentueux footballeurs de la campagne bavaroise. Ainsi les carrières de jeunes comme Franz Beckenbauer, Sepp Maier et Gerd Müller commencent. Neudecker engage Robert Swan en tant que premier directeur à plein temps dans le football allemand et l'élégant entraîneur yougoslave à succès Zlatko Čajkovski, mais malgré la participation au tour final, le club échoue dans sa première tentative d'ascension en Bundesliga, barré par le Borussia Neunkirchen. Lors de la saison 1964-1965, le Bayern est souverain de la Regionalliga Süd. Il termine ensuite à la première place de son groupe lors du tour final et accède en première division.

### Les années dorées (1966-1979)

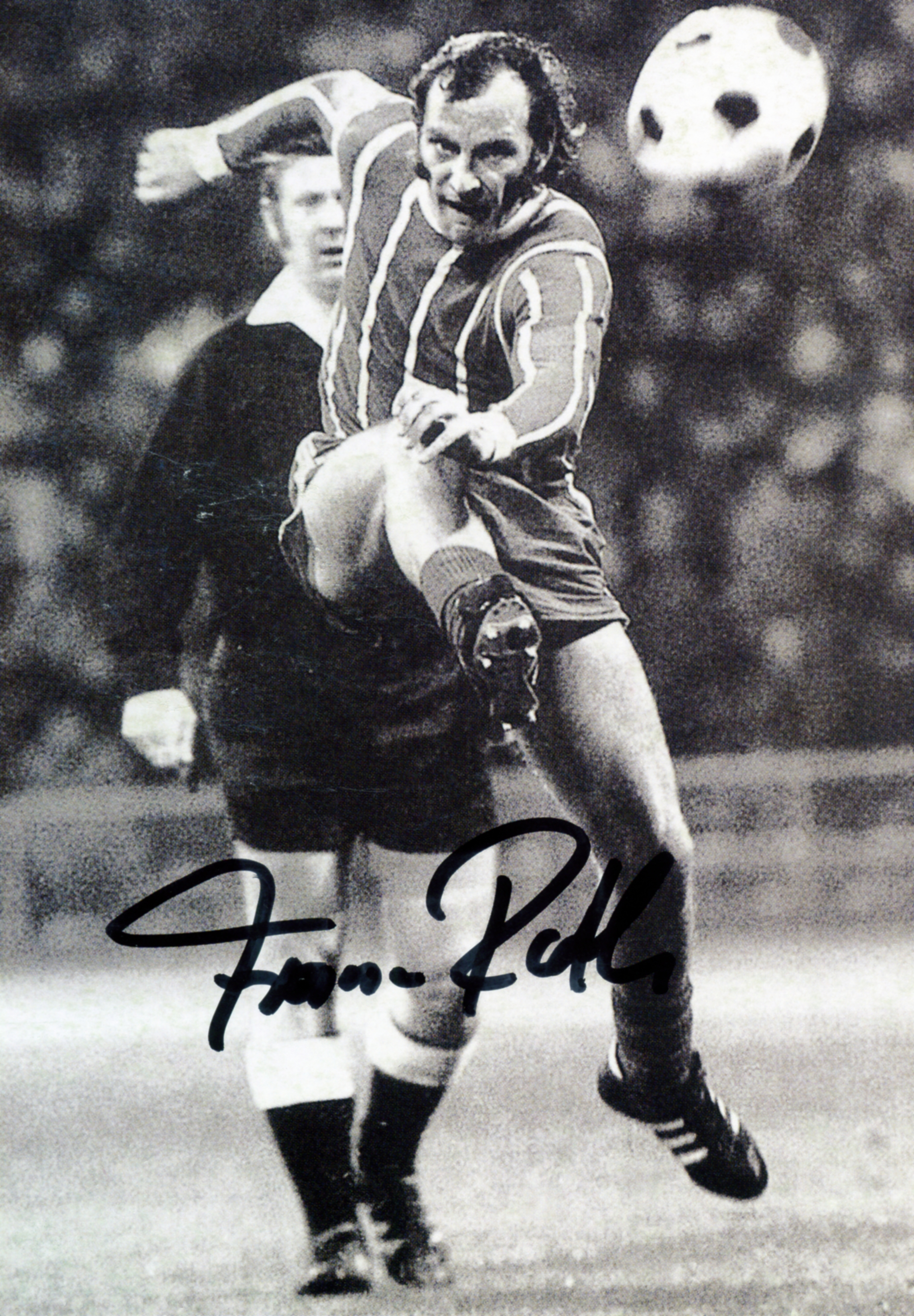
Franz Roth, joueur important des années 1970.

Lors de sa première saison en Bundesliga, le Bayern termine troisième et remporte la Coupe d'Allemagne, se qualifiant pour la Coupe des vainqueurs de coupe, qu'il remporte l'année suivante contre le club écossais des Glasgow Rangers, grâce à Franz Roth qui marque le but décisif de la victoire (1-0) dans les prolongations. Franz Beckenbauer, Gerd Müller et Sepp Maier sont alors considérés comme les meilleurs joueurs du monde à leur poste.

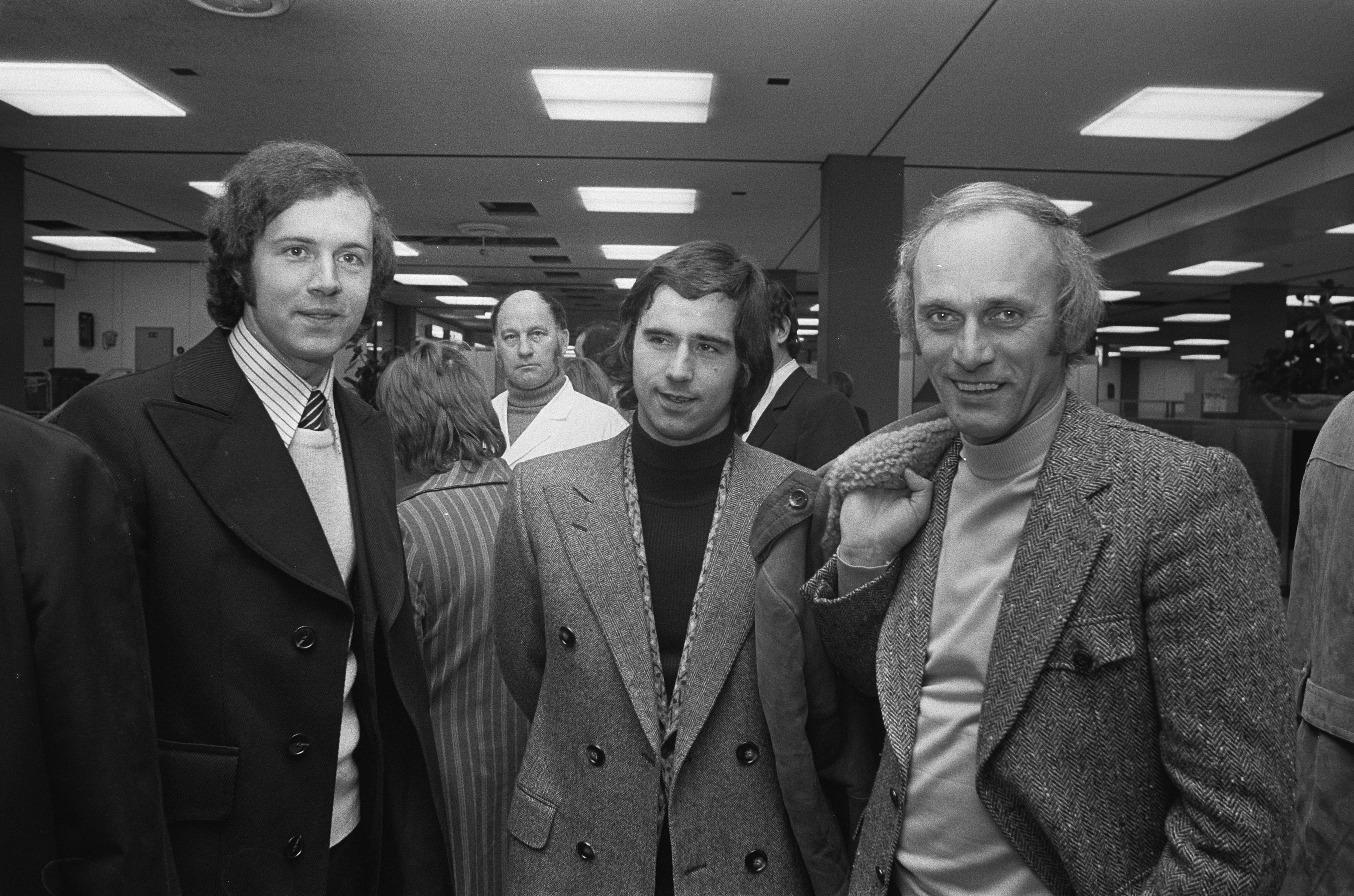
Beckenbauer, Müller et Udo Lattek en 1973.

En 1967, le Bayern gagne sa troisième Coupe d'Allemagne mais change d'entraîneur. Branko Zebec transforme le style de jeu du Bayern en un jeu plus discipliné, et offre au club le premier doublé coupe/championnat de l'histoire de la Bundesliga, n'utilisant que 13 joueurs durant toute la saison. Zebec interdit même la consommation de bière aux joueurs de Bavière.
Lors du premier tour de la Coupe des champions 1969-1970, malgré la victoire à l’aller (2-0), les Munichois sont éliminés par l’AS Saint-Etienne. L’épine dorsale (Maier-Beckenbauer-Roth-Müller) est pourtant présente mais les innombrables exploits de Sepp Maier ne font que retarder l’échéance. Un doublé d’Hervé Revelli puis un but de Salif Keita éliminent les Bavarois.
Entre-temps, cependant, une équipe apparait et conteste la nouvelle suprématie bavaroise : le Borussia Mönchengladbach. Les poulains conquièrent le titre en 1970 et 1971, les deux fois devant le Bayern. La seconde année, les rouges se consolent avec une nouvelle Coupe.
Le 28 juin 1972, les Bavarois jouent leur premier match au stade olympique. Ils gagnent 5-1 contre Schalke 04 et célèbrent leur troisième titre de champion avec un chiffre d'affaires record de 1,2 million de Deutsche Mark. Ainsi, la formation des grands joueurs et le succès économiques du Bayern est lancé. Durant le championnat, Gerd Müller marque 40 buts et remporte son quatrième trophée de meilleur buteur tandis que l'équipe égale le record de points marqués.
Lors de la Coupe des champions 1972-1973, le mercredi 7 mars 1973 au stade olympique d'Amsterdam, le Bayern reçoit le grand Ajax Amsterdam en quart de finale aller. Il y a 65 000 spectateurs pour ce match annoncé comme la finale avant l'heure. Les deux équipes jouent en 4-3-3. Côté Bayern, personne ne veut se charger de Cruyff. En match amical lors de l’été 1972, l'Ajax inflige un 5-0 aux Bavarois, Cruyff traumatise littéralement son défenseur, le pauvre Schwarzenbeck. C’est donc Uli Roth, milieu de 31 ans qui marque Johan, avant-centre. La première mi-temps est une longue mise en jambe pour un Ajax barré par un Bayern bien regroupé dans ses 30 derniers mètres. Mieux, les Munichois se montrent les plus dangereux sur des contres bien menés du fait que l’Ajax doit faire le jeu, mais la dernière passe fait toujours défaut aux Bavarois. Les équipes se séparent sur un 0-0 trompeur à la mi-temps. La vague ajacide se déploie ensuite et la densité de joueurs hollandais inonde les 16 mètres munichois. C’est donc le défenseur Schilcher qui a tout loisir de frapper des 20 mètres, Maïer repoussant dans les pieds de Haan qui la met au fond (1-0, 53e). Muhren le gaucher double la mise d’une reprise de volée du droit en pleine lucarne. Cette volée est restée légendaire car elle a partiellement échappé au réalisateur TV (2-0, 68e). Deux minutes plus tard, un corner de Cruyff est repris au premier poteau de la tête par Haan monté sur ressort qui devance la sortie de Maïer (3-0, 70e). Munich KO à 3-0 est envoyé au tapis par Cruyff à l’ultime minute d’une tête décroisée centrée en haute altitude par Krol (4-0, score final). Après la rencontre, inconsolable et insomniaque, Maïer jette en pleine nuit toute sa tenue de gardien dans les eaux glacées du canal jouxtant l’hôtel des Bavarois. Le score final est excessif mais juste. L’écrivain niçois Louis Nucera reprend la formule de Napoléon Ier à propos du football total de l'Ajax : « L'art de la guerre est de disposer ses troupes de manière qu'elles soient partout à la fois. » Cruyff ne joue pas le match retour à Munich pour une victoire 2-1 du Bayern.

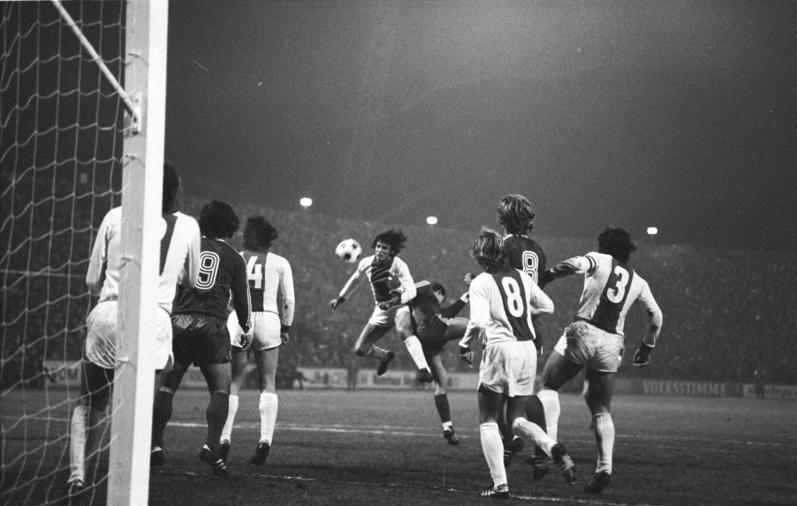
FC Magdebourg-Bayern, le 6 novembre 1974.

Sous la direction d'Udo Lattek, le club remporte trois autres championnats, et c'est le premier triomphe du football total avec le premier titre de C1 remporté en 1974. Lors de la finale, Hans-Georg Schwarzenbeck égalise à 1-1 à quelques secondes de la fin des prolongations alors que les espagnols de l'Atlético de Madrid viennent d'ouvrir le score. Le match est donc rejoué deux jours plus tard et cette fois-ci, les munichois ne laissent aucune chance aux Espagnols avec deux doublés signés Ulrich Hoeness et Gerd Müller (4-0). La même année, la RFA remporte la Coupe du monde dans le stade olympique de Munich (2-1) et 6 joueurs du Bayern sont sur la pelouse côté allemand (Maier, Beckenbauer, Schwarzenbeck, Hoeness, Breitner et Müller), les deux derniers cités sont les hauteurs des buts de leur équipe.
Et tandis que les Bavarois ne remportent plus le championnat (10e en 1975 puis 3e en 1976) ce qui finit par voir partir Udo Lattek début 1975 au profit de Dettmar Cramer, le club conserve chaque année son titre européen. D'abord contre Leeds United (2-0) en 1975 au Parc des Princes grâce à des buts de Roth et Müller, après avoir éliminé l'AS Saint-Étienne, puis en 1976 face aux même stéphanois (1-0) et un nouveau but de Roth.
En quart-de-finale, les Bavarois impressionnent en s'imposant 5-1 face au SL Benfica au retour à l'Olympiastadion, grâce à deux buts de Gerd Müller. Celui-ci inscrit trois buts supplémentaires face au Real Madrid au tour suivant, permettant au Bayern de rapporter le nul 1-1 de Santiago Bernabéu avant de battre les Madrilènes 2-0 en Bavière. La finale face aux français se solde sur le score de 1-0, l'unique but de la rencontre est inscrit par le spécialiste des coups francs du Bayern, Franz Roth.
Ce match reste célèbre par l'histoire des poteaux carrés touchés deux fois par les français avant le but allemand.
Cette même année, le club remporte sa première Coupe intercontinentale contre le Cruzeiro Esporte Clube (2-0 et 0-0) et des buts de Müller et Kapellmann à l'aller,.
Il s'ensuit des années sans titre. En 1977, Franz Beckenbauer s'envole pour l'Amérique et la ligue professionnelle américaine avec le New York Cosmos. Suivi un an plus tard, par Gerd Müller pour les Strikers de Fort Lauderdale lui. Sérieusement blessé à un genou lors de la finale de Ligue des champions contre Leeds United en 1975, Uli Hoeness ne récupère jamais totalement de cette blessure et est contraint de mettre fin à sa carrière prématurément en 1979, alors qu'il n'a que 27 ans, il devient manager du club. La même année, Pál Csernai succède à Gyula Lóránt sur le banc tandis que le président Wilhelm Neudecker s'en va à la suite du refus de nommer Max Merkel en tant que coach. Willi O. Hoffmann devient le nouveau dirigeant.
Le 3 août 1979, l’équipe de France bat (4-1) le Bayern Munich de Breitner, Oblak et Rummenigge en match amical. À cette époque, les Bleus affrontent en ouverture de la saison les plus grandes équipes européennes.

### Pause et éveil (1980-1989)

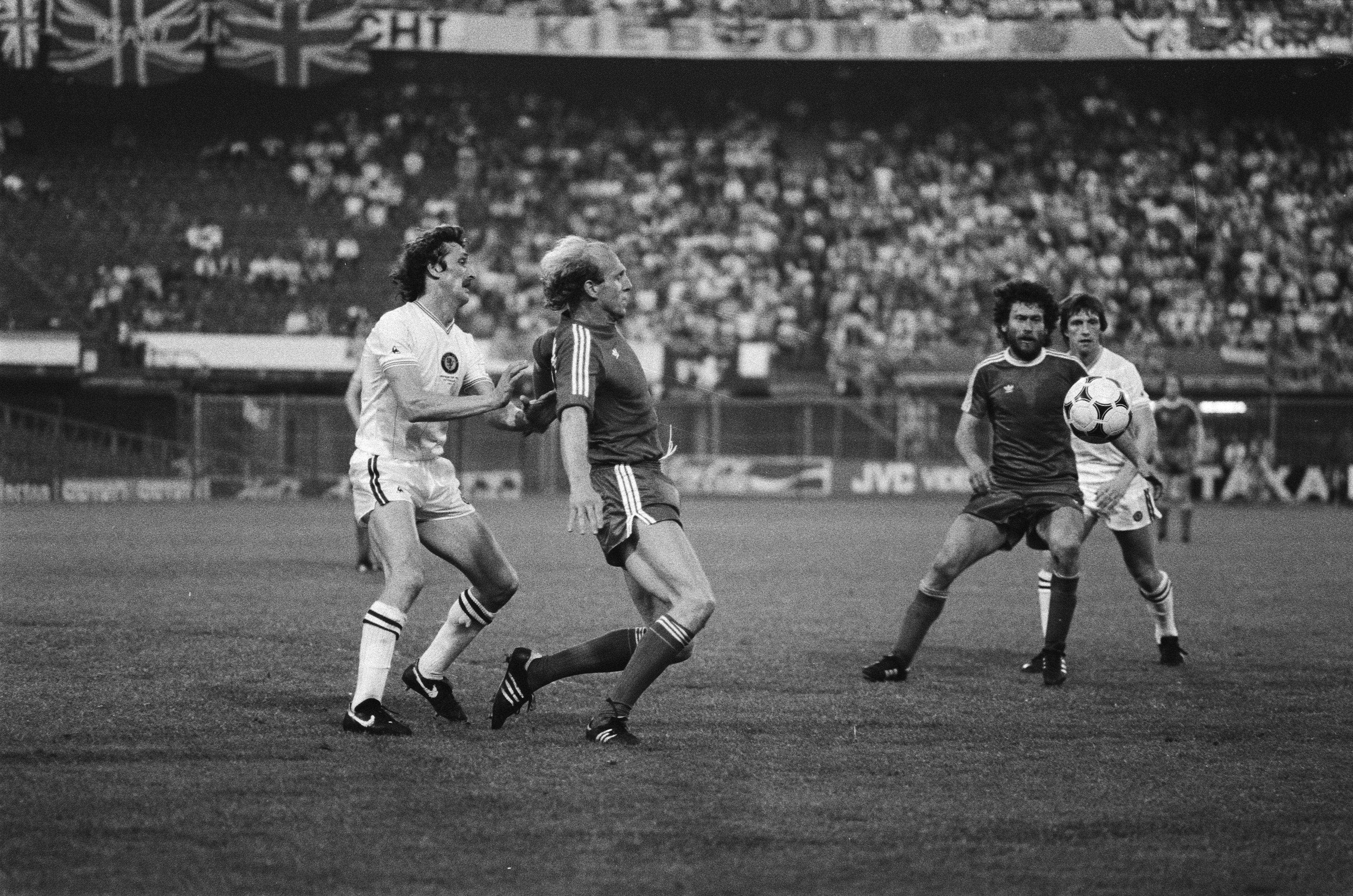
Le Bayern face à Aston Villa en finale de la Coupe des champions 1982.

Après cinq années sans remporter le titre nationale dirigée, le club renoue avec les succès grâce à l'affirmation de joueurs comme Karl-Heinz Rummenigge au poste d'avant-centre et eu retour de Paul Breitner du Real Madrid. Les journalistes parleront du FC Breitnigge pour évoquer la mainmise de ses deux joueurs sur le jeu du Bayern. Le roi du dribble et l'attaquant portent à 218 buts en match officiel le total du Bayern dont au moins 110 de Breitner. Ensemble, ils sont deux fois champion d'Allemagne puis vainqueur de la Coupe DFB entre 1980 et 1982. Dans les années 1980, les bavarois remportent cinq titres nationaux de plus. Entre 1965 et 1981, 11 joueurs de Bavière sont élus footballeur allemand de l'année : Beckenbauer (4 fois), Maier (3), Muller (2), Rummenigge et Breitner (1 chacun).
En 1982, le Bayern remporte donc une nouvelle Coupe d'Allemagne. Il l'emporte 4-2 contre le 1. FC Nuremberg après être mené 2-0. Les rouges perdent cependant la finale de la Coupe des champions contre les Anglais d'Aston Villa.
En 1983, Udo Lattek est de retour en Bavière. Lors de la finale de la Coupe DFB en 1984, son équipe bat le Borussia Mönchengladbach aux tirs au but (1-1 ; 7-6). Lothar Matthäus est l'auteur du but des poulains, lui qui rejoint le Bayern la saison suivante.
Un an plus tard, avec Sören Lerby et le jeune Wiggerl Kögl, le Bayern devient roi d'Allemagne pour la huitième fois et échoue en demi-finale de la Coupe des champions ainsi qu'en finale de la Coupe nationale.
La direction du club est alors reprise par le professeur Fritz Scherer (de). Au terme de sa première saison, il peut fêter un nouveau doublé coupe-championnat.
La Bayern Munich conserve, l'année suivante, son titre pour la deuxième fois de suite mais s'incline en finale de la C1 au stade Prater de Vienne contre le FC Porto (2-1).
À l'été 1987, Jupp Heynckes arrive sur le banc. Sa mission est de construire une nouvelle équipe après les départs de Matthäus, Brehme, Eder, Hughes, Michael Rummenigge et Pfaff.

### Instabilité (1990-1996)

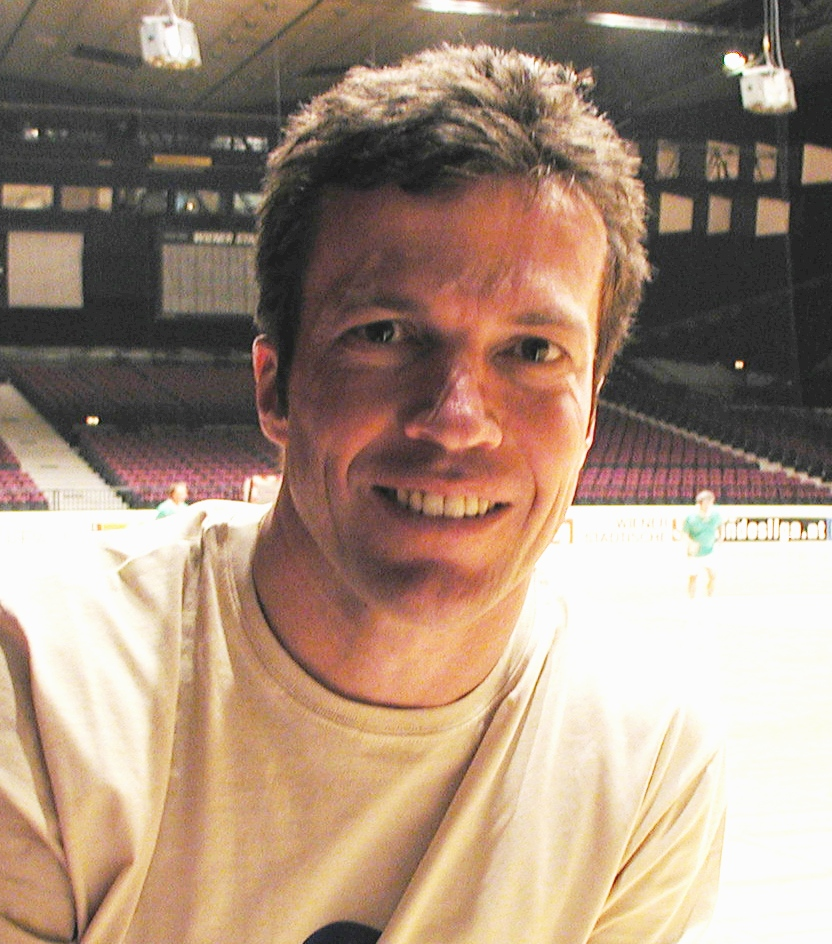
Lothar Matthäus fait son retour au club en 1992.

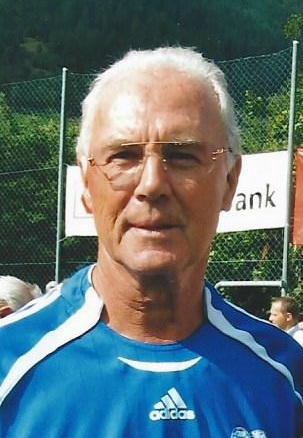
Franz Beckenbauer, joueur emblématique, devient président en 1994.

Les années 1990 du Bayern de Munich sont agitées. Les nouveaux médias sportifs ne laissent pas une seconde de répit au club surnommé le FC Hollywood. Un effet positif à l'intérêt exagéré des médias est qu'il n'y a jamais autant de téléspectateurs, de spectateurs au stade et les ventes de maillots de joueurs s'envolent. La décennie est agrémentée de huit changements d'entraîneur.
Bien que Jupp Heynckes mène l'équipe au titre de champion en 1989 et 1990, l'objectif de Coupe d'Europe n'est pas atteint avec deux demi-finales en Coupe UEFA puis en Coupe des clubs champions. Durant la saison 1991-92, Heynckes est remplacé par Sören Lerby puis par Erich Ribbeck mais l'équipe ne prend pas son envol, le club finit à cinq points de la relégation. Le succès revient quand Franz Beckenbauer prend la tête de l'équipe à la mi-saison 1993-94, en gagnant le championnat après un passage à vide de trois ans. Beckenbauer est nommé président du club à l'issue de la saison mais ses successeurs au poste d'entraîneur, qui sont pourtant Giovanni Trapattoni et Otto Rehhagel, ne parviennent pas à satisfaire les attentes. L'italien, aimé des joueurs et des médias, n'a pas le succès escompté : seulement sixième en championnat et éliminé de la Ligue des champions en demi-finale par l'Ajax Amsterdam.
À la fin de l’exercice, Otto Rehhagel prend les commandes d'une équipe composées de stars dont Klinsmann, Herzog et Sforza. Cependant, bien que Rehhagel mène l'équipe en finale de la Coupe de l'UEFA, après une demi-finale mémorable contre le FC Barcelone où les bavarois l'emportent 2-1 au Camp Nou grâce à des buts de Babbel et Witeczek après un match nul 2-2 à l'aller, Franz Beckenbauer redevient coach. Il mène son équipe à la victoire en Coupe UEFA en battant les Girondins de Bordeaux en finale. C'est la première victoire du club dans cette compétition. En championnat, le Bayern ne peut empêcher le Borussia Dortmund de conserver son titre et termine 2e.

### Roi d’Allemagne (1996-2009)

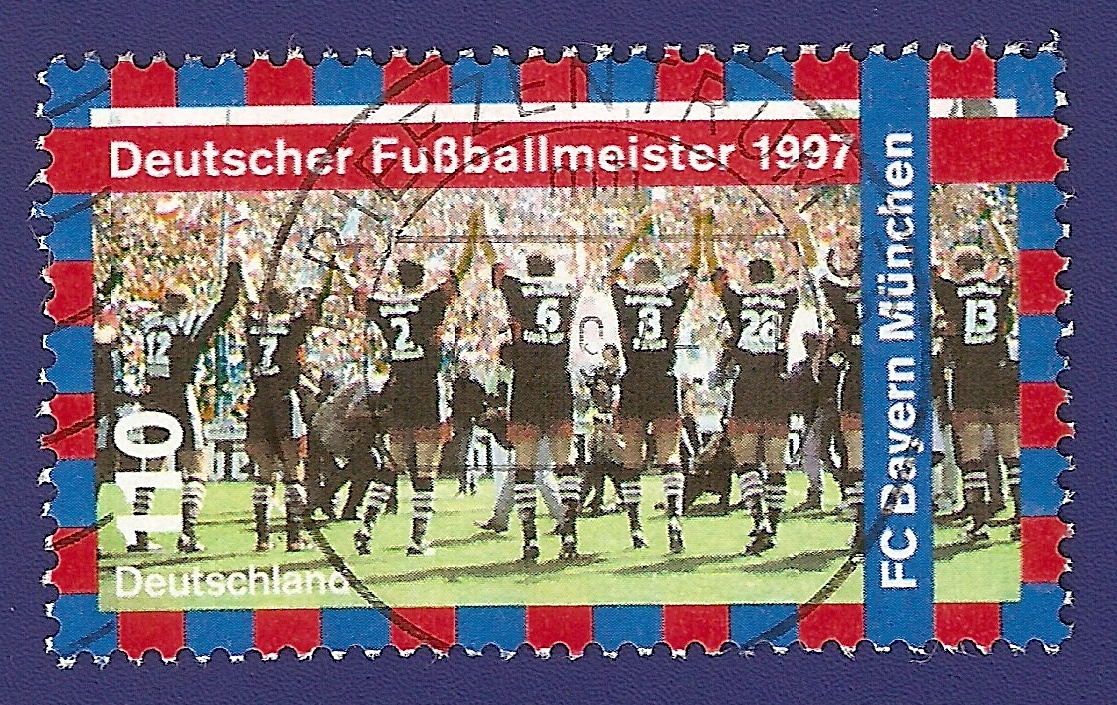
Timbre de la Deutsche Post AG de 1997, à l’effigie du Bayern Munich, champion d'Allemagne.

Giovanni Trapattoni fait alors son retour sur le banc pour un résultat totalement différent. En deux saisons, le Trap remporte le Championnat et la Coupe de la Ligue la première année, suivi des deux coupes (Coupe d'Allemagne et de la Ligue) la saison suivante.
À la fin des années 1990, une nouvelle génération de joueurs sortait du centre de formation, notamment le gardien Oliver Kahn et le meneur de jeu Mehmet Scholl.

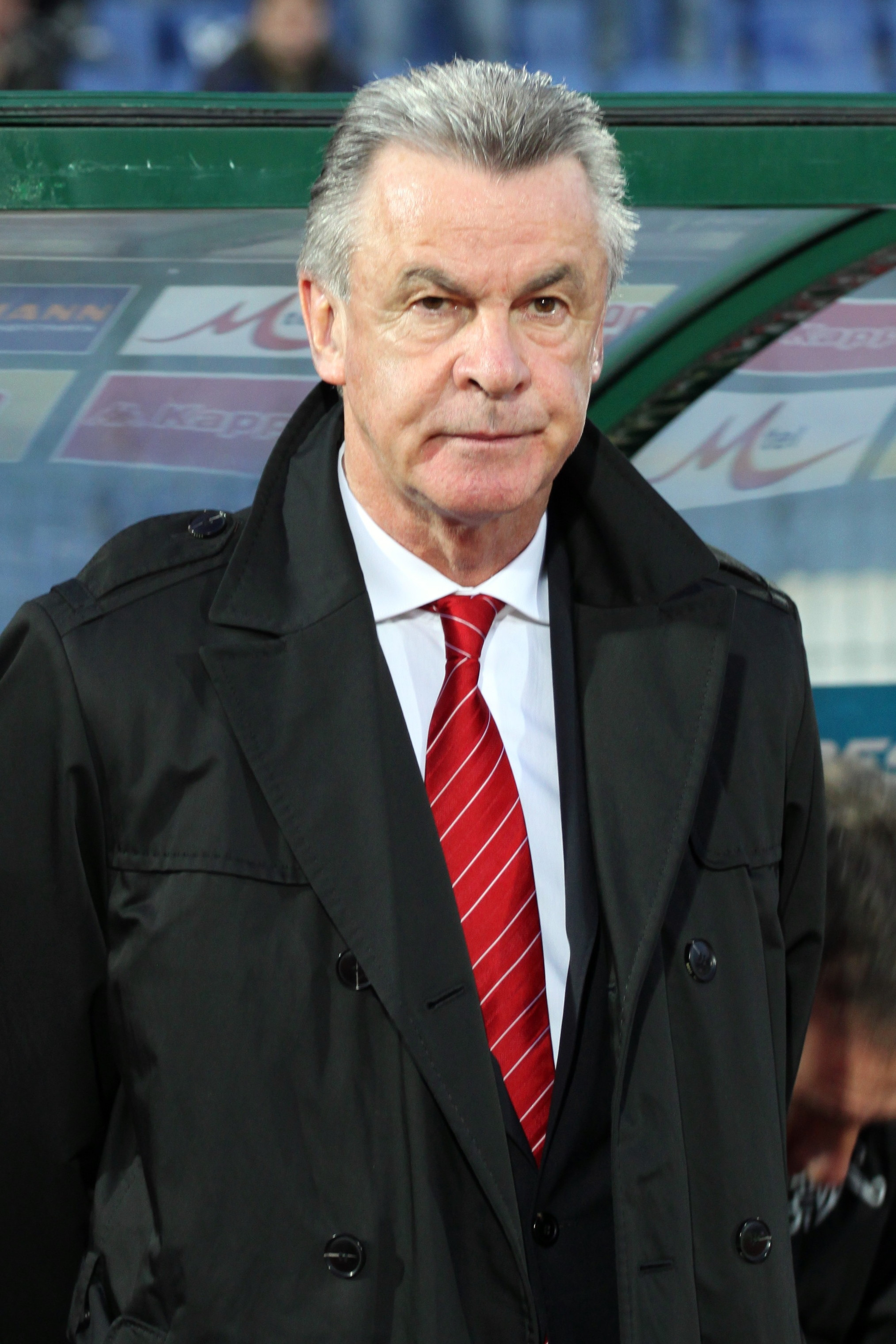
Ottmar Hitzfeld, entraîneur le plus titré depuis Udo Lattek.

L'Italien est ensuite remplacé par Ottmar Hitzfeld. Le natif de Lörrach réalise presque le parcours parfait dès la première année en permettant au club de gagner son 15e Championnat, d'atteindre la finale de la Coupe DFB et celle de la Ligue des Champions. D'autant plus rageant que la Coupe d'Europe est perdue 2-1 contre Manchester United après avoir mené depuis la 6e minute et encaissé les deux buts durant le temps additionnel. En Coupe d'Allemagne, les bavarois s'inclinent aux tirs-au-but (1-1 ; 4-5) contre le Werder Brême.
Après la défaite en finale européenne, l'équipe emmenée par Oliver Kahn, Stefan Effenberg et Giovane Élber entre autres réalise un début de saison parfait avec notamment deux lourdes défaites infligées au Real Madrid en phase de groupe de la Ligue des Champions (4-2 à Bernabeu puis 4-1 à l'Olympiastadion), pourtant futur vainqueur de la compétition. En demi-finale, le Bayern est le seul club non-espagnol et s'incline face au même Real à cause du but espagnol inscrit à Munich (2-0, 2-1). En Allemagne, le club remporte les trois compétition avec sa troisième Coupe de la Ligue de suite en début de saison puis le championnat et la Coupe d'Allemagne. Les bavarois remportent leur 16e championnat lors de la dernière journée alors qu'ils sont devancés de 3 points par le Bayer Leverkusen. Mais une défaite de ces derniers cumulés à une victoire des rouges contre le Werder Brême (qu'ils battent aussi en finale des deux autres compétitions) offre un nouveau bouclier au club. Oliver Kahn est élu joueur de l'année.
La saison 2000-2001 reste dans les mémoires des supporters. Alors que le trajet en Coupe DFB se termine dès le deuxième tour contre le 1. FC Magdebourg, le championnat revient à nouveau au Bayern dans les dernières journées. Patrik Andersson, servi par Stefan Effenberg, trompe le gardien du Hambourg SV dans les dernières minutes du dernier match et permet au club de décrocher son troisième titre de champion d'Allemagne et le dix-septième de son histoire. Quelques jours plus tard, le Bayern gagne sa quatrième Ligue des champions, 25 ans après la dernière, en battant le Valence CF aux tirs au but (1-1 ; 5-4). Oliver Kahn est le héros de la soirée en arrêtant trois tirs-au-but. Avant la finale, les Allemands se vengent de leurs deux dernières éliminations en Coupe d'Europe contre Manchester United en quart-de-finale puis le Real Madrid en demi, toujours après une victoire 1-0 à l'extérieur puis 2-1 à Munich. La saison 2001-2002 est un exercice sans titre pour le FC Bayern qui finit « seulement » la troisième place en championnat derrière Dortmund et Leverkusen et échoue en demi-finale de la Coupe DFB contre Schalke 04 (2-0). Mais grâce à la victoire 1-0 sur Boca Juniors grâce à un but de Samuel Kuffour en novembre 2001, le club s'offre une seconde Coupe intercontinentale. En Ligue des champions, le Bayern est éliminé en quarts de finale par le Real Madrid.

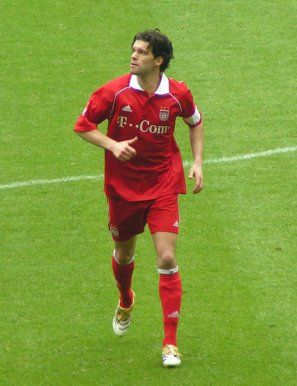
Michael Ballack, grand joueur et vice-capitaine bavarois entre 2002 et 2006

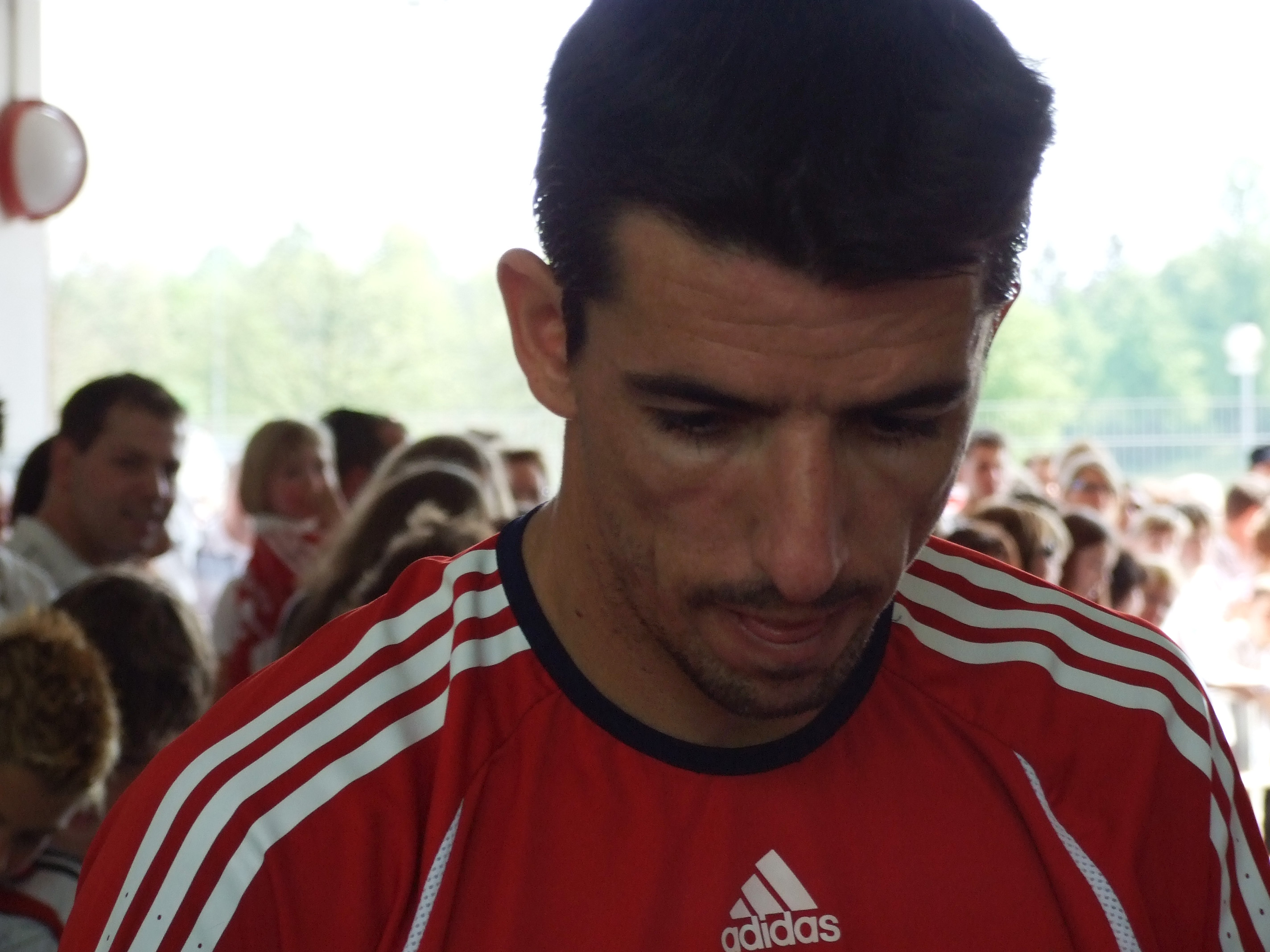
Roy Makaay, attaquant phare des années 2000.

Le Bayern ne reste pas deux saisons sans remporter le championnat, ainsi lors de la saison 2002-2003 il survole la compétition pour finir avec 16 points d'avance sur le deuxième, le VfB Stuttgart. En Coupe d'Allemagne, les bavarois l'emportent 3-1 en finale contre le 1. FC Kaiserslautern 3-1. Michael Ballack, nouvelle recrue et alors meilleur joueur allemand en titre, marque deux buts. Le seul point noir de la saison est l'élimination lors du premier tour de la Ligue des champions. À l'été 2003, Roy Makaay rejoint le club pour le montant le plus élevé de l'histoire du club de la route Säbener (20 M€). Mais les 23 buts du Néerlandais en championnat ne suffisent pas à dépasser le Werder Brême qui rafle aussi la coupe. Compétition dont les bavarois sont éliminés en quart de finale par Aix-la-Chapelle. En C1, la route s'arrête en huitième de finale à nouveau à cause du Real Madrid. Cette mauvaise saison pousse l'entraîneur Ottmar Hitzfeld à quitter Munich après six années de succès. Avec quatre championnats, deux Coupes, une Ligue des Champions et une Coupe intercontinentale, Hitzfeld est l'un des plus grands entraîneurs du FC Bayern. Seul Udo Lattek est plus couronné mais au terme d'un plus grand nombre de saisons. Lors du dernier match de la saison 2003-04 au stade olympique, Hitzfeld reçoit une ovation debout. Felix Magath est nommé pour lui succéder.
Magath, connu pour la discipline de jeu et de comportement demandé à ses équipes, mène le club à deux doublés coupe-championnat lors de ses deux premières saisons. Une partie du succès est certainement due au nouveau stade. En mai 2005, l'ère du stade olympique prend fin et, après 33 saisons, le Bayern déménage dans son nouveau temple du football : l'Allianz Arena. Lors de la saison 2006-2007, et après deux années de succès, le club se sépare de Felix Magath le 31 janvier 2007 après une élimination en huitièmes de finale de la Coupe DFB contre Aix-la-Chapelle. Mais Ottmar Hitzfeld, rappelé en renfort, ne peut empêcher le club de terminer à la quatrième place et de ne se pas se qualifier en Ligue des Champions pour la première fois en plus de dix ans. Mehmet Scholl met fin à sa carrière à la fin de la saison après 15 ans sous les couleurs de Bayern et autant de titres à son actif.

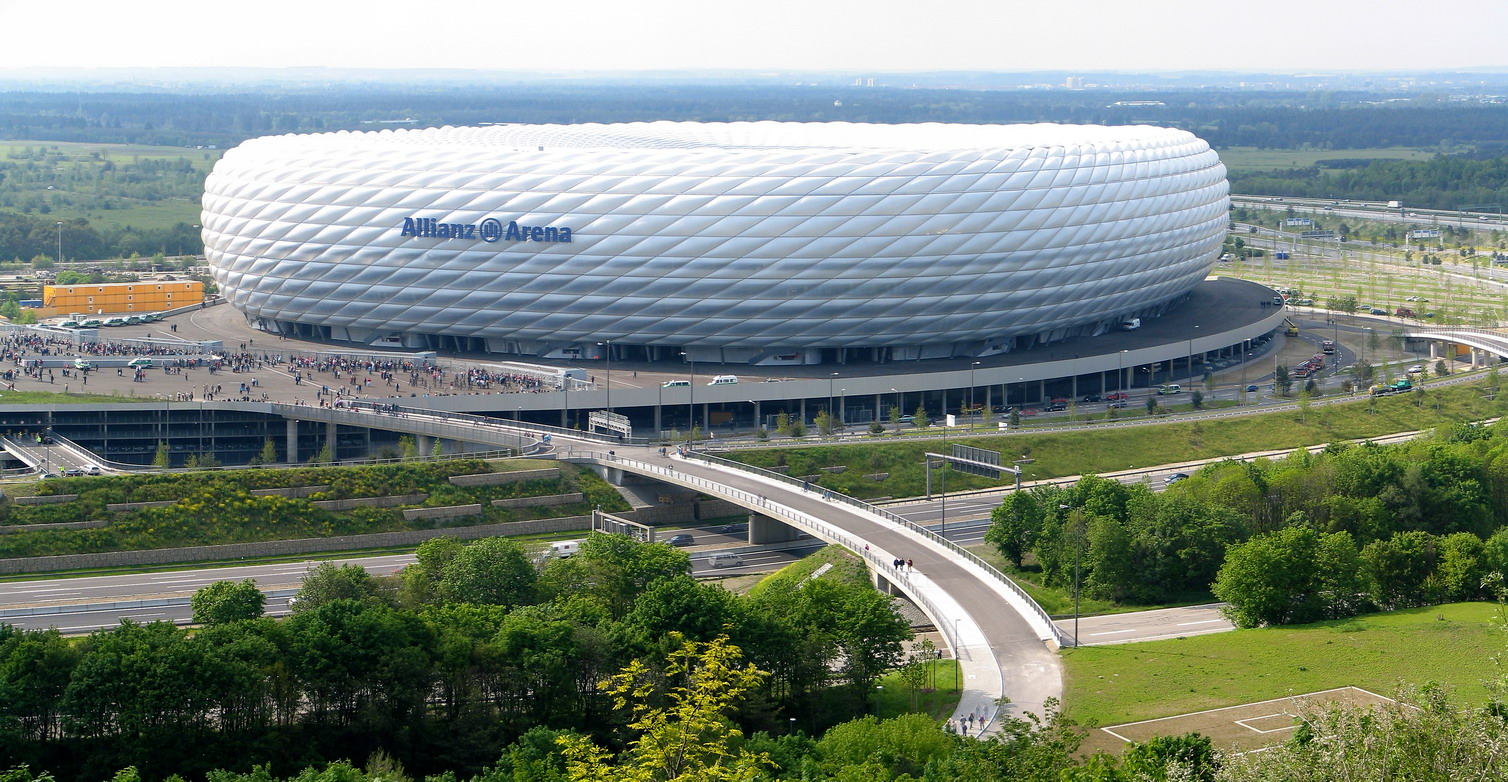
Ouvert en 2005, l'Allianz Arena, marque l'entrée du club dans une nouvelle ère.

Pour la saison 2007-2008, le Bayern change sa stratégie de recrutement et attire des stars internationales telle que Franck Ribéry et Luca Toni. Hitzfeld mène l'équipe à un nouveau doublé coupe-championnat, la première remportée face au Borussia Dortmund (2-1) et le titre avec 10 points d'avance sur le Werder Brême. Pour sa première participation à la C3 depuis 11 ans, le Bayern s'incline en demi-finale contre le futur vainqueur russe, le Zénith Saint-Pétersbourg (1-1, 0-4). En janvier 2008, le club annonce la signature pour deux ans de Jürgen Klinsmann à la tête du Bayern pour remplacer en juillet Ottmar Hitzfeld. À la fin de la saison, en plus d'Hitzfeld qui quitte définitivement le banc bavarois, Oliver Kahn, emblématique gardien et capitaine du club, prend sa retraite.
Sous la direction de l'ancien sélectionneur national, un centre de performance unique avec salles de fitness et des aires de repos est construit. Mais lors de la défaite de trop du FC Bayern 1-0 à domicile contre Schalke 04 lors de la 28e journée, le club se sépare de Klinsmann. Auparavant, le club s'est déjà incliné contre Leverkusen (4-2) en quart de finale de la Coupe DFB, en championnat 5-1 contre les futurs champions du VfL Wolfsbourg et en quart de finale aller de la Ligue des champions à Barcelone (4-0). Pour les cinq dernières journées, Jupp Heynckes (entraîneur du club entre 1987 et 1991) assure l'intérim sur le banc et mène le Bayern à la deuxième place derrière Wolfsbourg, assurant ainsi la participation à la Ligue des Champions.

### Un des meilleurs clubs d'Europe (depuis 2009)

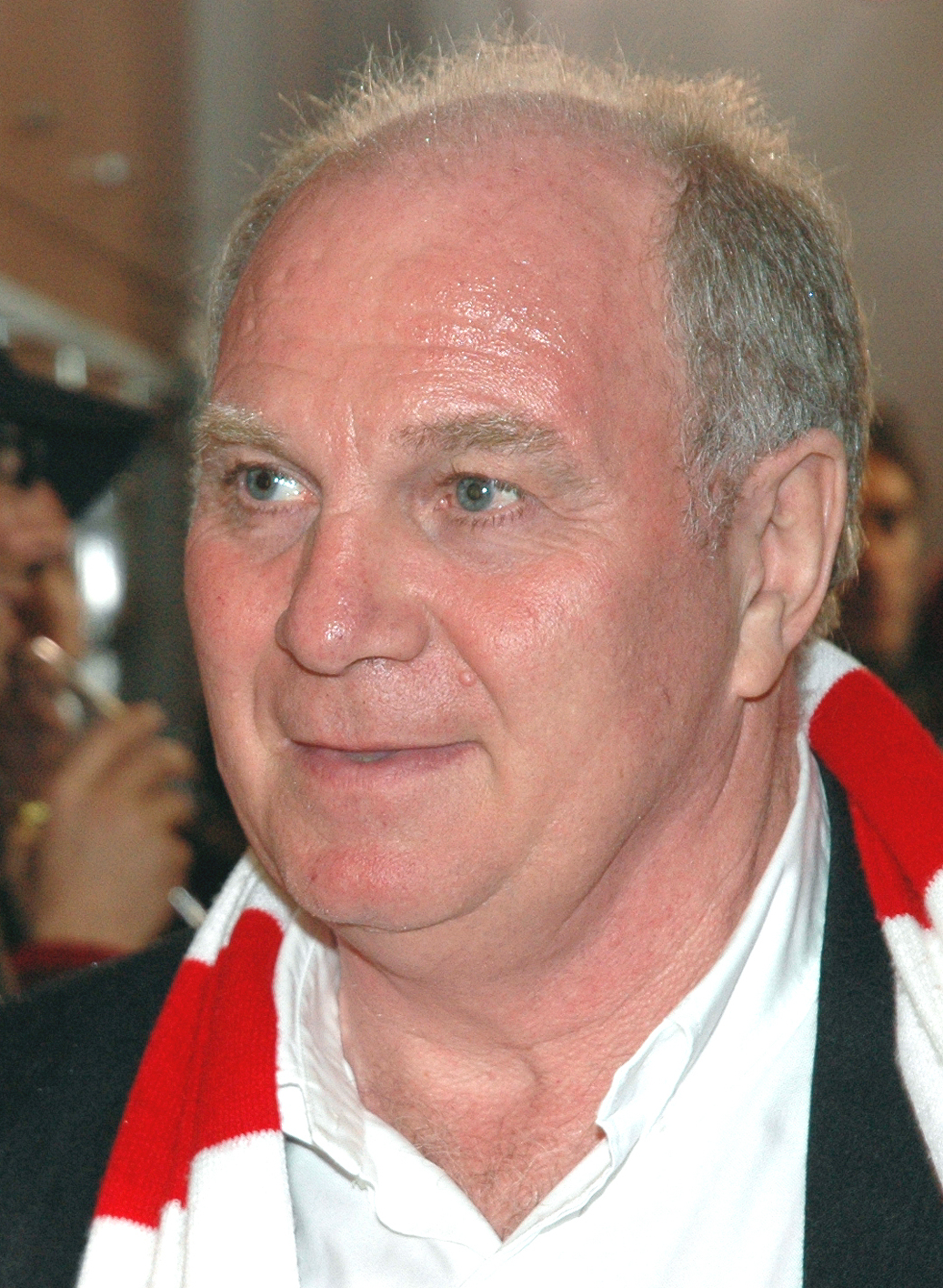
Uli Hoeness est nommé président en 2009.

Pour la saison 2009-2010, Louis van Gaal, jeune champion des Pays-Bas avec l'AZ Alkmaar, est engagé. Le club entreprend alors une campagne de reconstruction pour retrouver ses lettres de noblesse en Europe avec entre autres l'arrivée de Mario Gómez du VfB Stuttgart et Arjen Robben du Real Madrid. Van Gaal s'appuie aussi sur les jeunes du centre de formation tels que Thomas Müller et Holger Badstuber. L'année 2009 est aussi à mettre sous l'étoile d'Uli Hoeness, après plus de 30 ans en tant que gestionnaire du club, Hoeness passe à la présidence du club en novembre 2009 en tant que successeur de Franz Beckenbauer, nommé président honoraire.

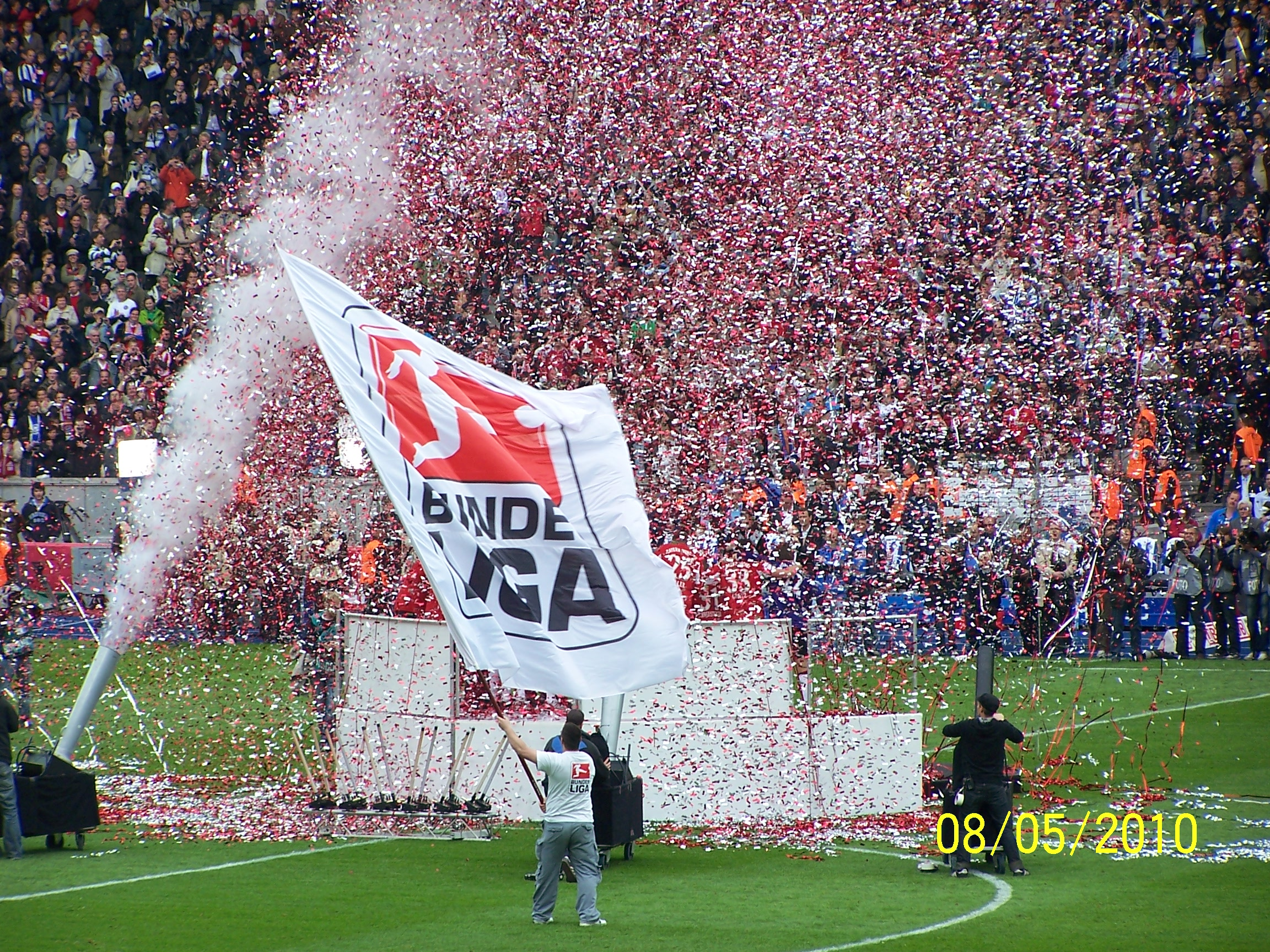
Célébration du titre de champion d'Allemagne en 2010

Après un début de saison chaotique, le Bayern monte en puissance et ravit les fans avec un remarquable football offensif. À la fin de l'exercice, le FCB réussi un énième doublé Bundesliga-DFB-Pokal. Le triplé est même possible mais le club s'incline en finale de la Ligue des champions à Madrid contre l'Inter Milan (0-2). La saison entre dans l'histoire du FC Bayern comme l'une des plus réussies,.
La saison 2010-2011 commence par une victoire en Supercoupe d'Allemagne 2-0 contre Schalke 04. Malheureusement, c'est le seul titre remporté cette saison. En coupe, Munich échoue en demi-finale sur le même score et contre le même adversaire, tandis que le parcours européen est à nouveau stoppé par l'Inter Milan (1-0, 2-3), en huitième de finale cette fois.
En Bundesliga, le recordman de titres est menacé de rater les places qualificatives en Ligue des Champions. En avril 2011, Louis van Gaal est remplacé par son entraîneur adjoint Andries Jonker jusqu'à la fin de saison. Il mène l'équipe à la 3e place permettant au Bayern de jouer l’Europe l'année suivante.
Durant l'été 2011, Jupp Heynckes prend le poste d'entraîneur pour la troisième fois de sa carrière. À 66 ans, il met tout de suite le club sur la bonne voie en remportant le match de barrage contre le FC Zurich (2-0, 1-0) pour participer à la Ligue des Champions. Munich élimine tour à tour le FC Bâle (huitièmes de finale), l'Olympique de Marseille (quart de finale) et le Real de Madrid (demi-finale) pour se hisser en finale de la compétition qui se joue à l'Allianz Arena. Le triomphe attendu n'a finalement pas lieu. Malgré la supériorité du Bayern après 90 minutes contre Chelsea, le score est de 1-1 après deux buts à la fin du temps réglementaire. Les prolongations ne donnant rien, les Anglais finissent par l'emporter lors de la séance des tirs-au-but (1-1 ; 4-5). La déception est accentuée par le fait que le club termine sur le seconde marche des trois compétition de la saison. Sur le podium depuis la 3e journée de Bundesliga, le club est devancé par le Borussia Dortmund qui les bat aussi en finale de la Coupe d’Allemagne (5-2). À la fin de la saison, Matthias Sammer succède à Christian Nerlinger au poste de directeur sportif.

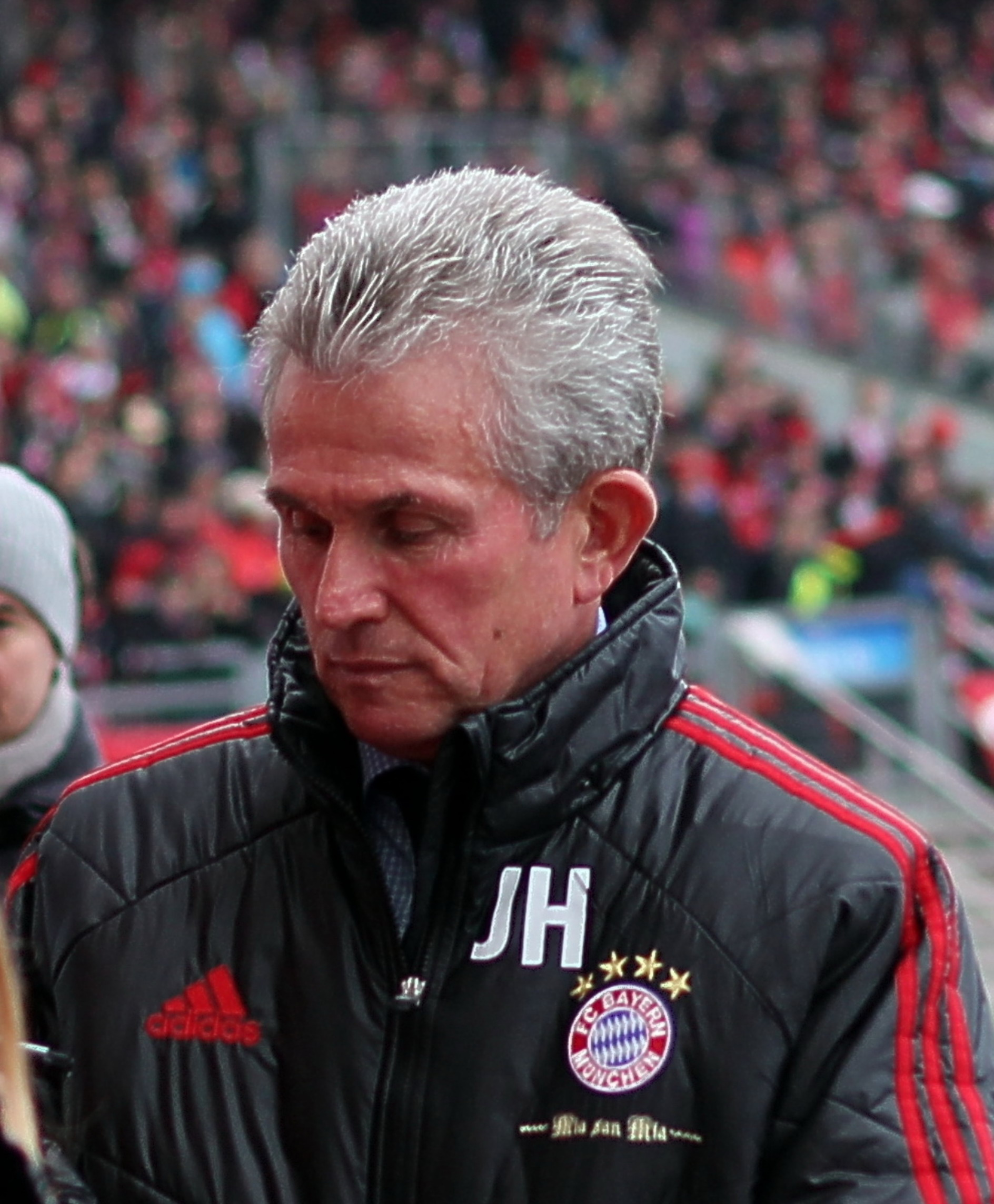
Jupp Heynckes, entraîneur lors du triplé historique en 2013.

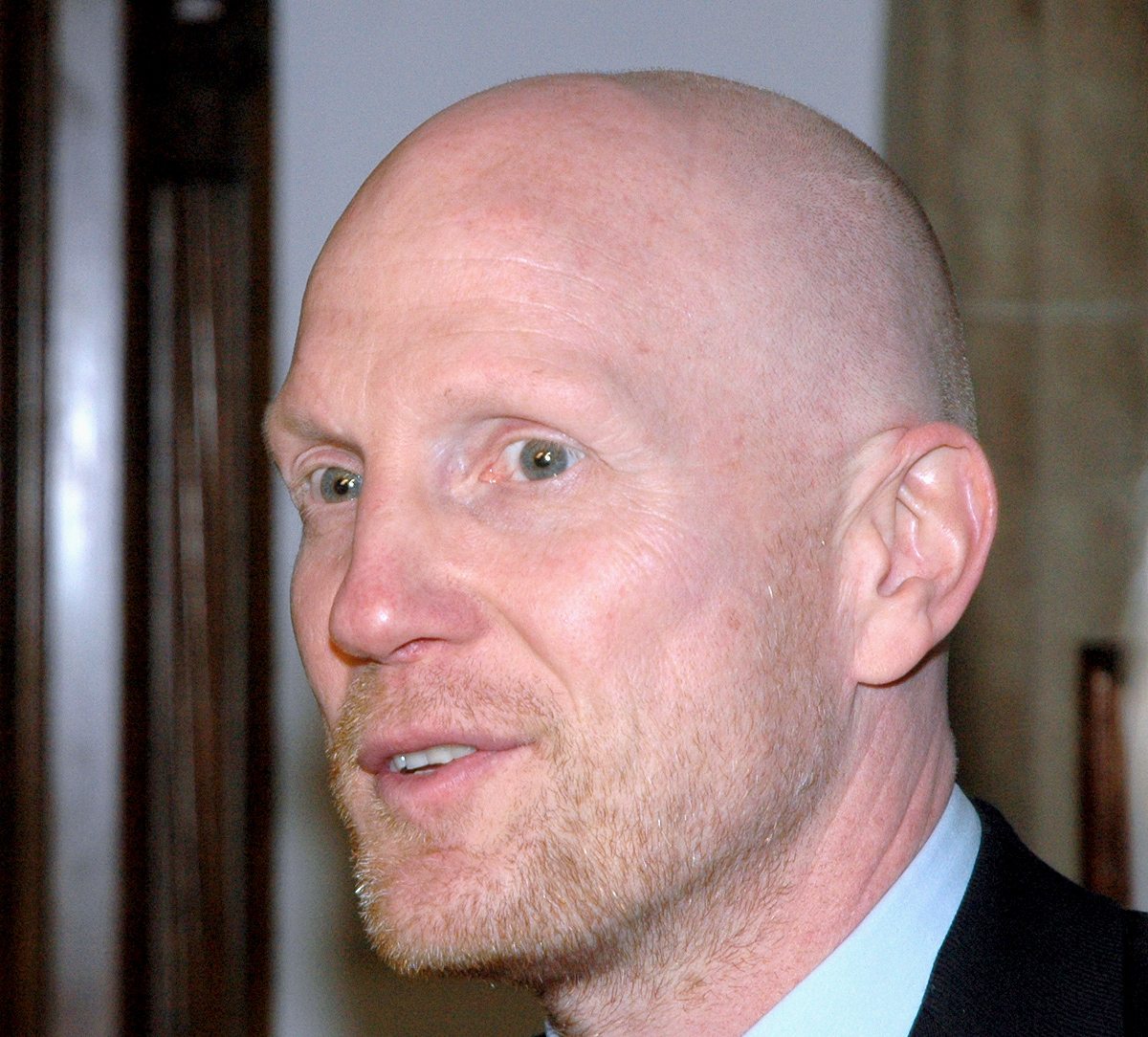
Matthias Sammer devient directeur sportif en 2012.

La saison 2012-2013 débute avec une victoire en Supercoupe, à domicile contre le Dortmund. En Bundesliga, après 28 journées sur 34, le club s'offre son 23e titre avec la manière. L'équipe de Jupp Heynckes enregistre 91 points au total dont 25 d'avance sur le deuxième, encore Dortmund. C'est la saison de tous les records : 29 victoires pour une seule défaite, 98 buts marqués et une différences de buts de +80. En Ligue des champions, les Munichois éliminent le FC Barcelone en demi-finale avec un total de 7-0 (4-0 à Munich puis 3-0 à Barcelone). Lors de la finale à Wembley, Arjen Robben donne l'avantage à son équipe à la 89e minute, toujours contre Dortmund. Le cinquième triomphe bavarois en C1 met fin à douze ans de disette. Le Bayern devient le septième club européen, mais le premier allemand, à réaliser le triplé Championnat-Coupe-C1. Pour la saison 2013-2014, l'entraîneur espagnol Pep Guardiola prend place sur le banc à la suite du départ de Jupp Heynckes, il peut compter sur l'arrivée de Mario Götze.
Le 30 août 2013, le Bayern remporte sa première Supercoupe d'Europe, en s'imposant face à Chelsea (2-2 ; tab 5-4).
En février 2014, le quotidien allemand Bild révèle que la société allemande Allianz a acquis 8,33 % du Bayern Munich. L’entreprise, qui donne déjà son nom au stade du club, débourse la somme de 110 millions d’euros pour devenir le troisième plus grand actionnaire. Le club bavarois est alors majoritairement détenu par un actionnariat populaire de 187 865 membres à hauteur de 72,58 %. Adidas (10 %) et Audi (9,09 %) sont également actionnaires.
Le club termine la saison champion d'Allemagne pour la deuxième année de suite et fut sorti en demi finales de la ligue des champions par le Réal Madrid. En 2015, c'est l'autre géant espagnol le Barça qui élimina les Bavarois au même stade de la compétition. La saison 2015-2016 fut marquée par un nouveau titre de champion d'Allemagne et le départ de Pep Guardiola en fin de saison.  Il fut remplacé par l'Italien Carlo Ancelotti qui conduisit le club à un nouveau titre de champion d'Allemagne. Ils furent éliminés en demi finales de C1 par le Réal Madrid. L'été 2017 fut marqué par le départ du Chilien Arturo Vidal et l'arrivée en prêt du Colombien James Rodríguez du Réal Madrid. Ancelotti quitta son poste avant la fin de la saison. Ils furent sortis à nouveau par le Réal en Coupe d'Europe. La saison suivante fut plus salée malgré un nouveau titre de Bundesliga consécutif, Liverpool les élimina très facilement en Ligue des champions. 
Triplé sous Hansi Flick (2019-2020 )
À l'été 2019, le Bayern obtenu le prêt du Brésilien Philippe Coutinho du Barça. Sous le technicien Hansi Flick, le club marcha sur le championnat et termina 1er de son groupe en C1 devant Tottenham avec une victoire 7-2 contre les Spurs. En 8e de finale, c'est Chelsea qui goûta à l'Armada offensive des Munichois. Le quart de finale à Lisbonne contre le Barça se solda par une large victoire 8-2 avec des doublés de Müller et Coutinho. En demi finales, ils sortirent l'Olympique lyonnais 3-0. Ils remportèrent la compétition contre le Paris Saint-Germain victoire 1-0 avec un but de Kingsley Coman contre son club formateur. Le triplé fut acquis Championnat- Coupe d'Allemagne et Ligue des champions et s'ensuivit les sacres en Super Coupe d'Europe et en Coupe du monde des clubs de la FIFA. 

## Audiographie
- « L'histoire du Bayern Munich », L'Œil du tigre, France Inter, 6 décembre 2020, [lire en ligne]